# کاتسوهیکو اوگاتا
کاتسوهیکو اوگاتا یک پروفسور مهندسی است که در ۶ ژانویه ۱۹۲۵ در توکیو ژاپن متولد شد. وی در سال ۱۹۴۷ کارشناسی مهندسی مکانیک را از دانشگاه توکیو دریافت کرد. وی پس از دریافت مدرک تحصیلی، سه سال به عنوان دستیار تحقیق در انستیتوی تحقیقات علمی توکیو و پس از آن دو سال تجربه صنعت لوله سازی از شرکت فولاد نیپون ژاپن را گذراند. در سال ۱۹۵۲ وی «کمک هزینه سفر فولبرایت» را دریافت کرد تا به ایالات متحده آمریکا برود و مدرک پیشرفته تری کسب کند. وی در سال ۱۹۵۳ موفق به دریافت مدرک کارشناسی ارشد در رشته مهندسی مکانیک از دانشگاه ایلینوی و دکترای علوم مهندسی از دانشگاه کالیفرنیا، برکلی در سال ۱۹۵۶ شد. از دهه ۱۹۵۰ کار بر روی کاربردهای مکانیک سیستم‌های کنترل را آغاز کرد. برای سی سال گذشته او به سامانه‌های پویا و کنترل‌کننده‌ها اختصاص داده شده‌است. به موازات این داستان‌های کودکانه را منتشر کرده‌است.

## کتابشناسی - فهرست کتب
- سامانه‌های پویا
- مهندسی کنترل مدرن
- سیستم‌های کنترل زمان گسسته
- مسائل مهندسی کنترل با استفاده از متلب